# Jezdecká socha Jindřicha IV.
Jezdecká socha Jindřicha IV. (francouzsky Statue équestre d'Henri IV) je bronzová jezdecká socha francouzského krále Jindřicha IV. jedoucího na koni. Socha se nachází v Paříži na náměstí Place du Pont-Neuf. Sochu vytvořil v roce 1818 François-Frédéric Lemot. Socha je od roku 1992 chráněná jako historická památka.

## Umístění
Socha je umístěna v Paříži v 1. obvodu na náměstí Place du Pont-Neuf na západním cípu ostrova Cité uprostřed Pont Neuf.

## Historie
První jezdeckou sochu Jindřicha IV. vytvořili sochaři Giambologna a Pietro Tacca. Byla slavnostně odhalena v roce 1614 na nedalekém Place Dauphine. Podstavec sochy byl v každém rohu doplněn manýristickou sochou otroka, které vytvořil Pierre de Francqueville. Tato socha byla zničena za Francouzské revoluce a zůstaly pouze sochy otroků, které jsou uloženy v Louvru.
Dne 3. května 1814 u příležitosti návratu Ludvíka XVIII. byla odhalena provizorní socha, kterou Henri-Victor Roguier zhotovil ze sádry a usadil ji na jednoho z koní kvadrigy, kterou Napoleon Bonaparte ukořistil v roce 1806 z Braniborské brány. Sousoší bylo uloženo paláci Menu-Pleasures a ještě v roce 1814 vráceno Prusku.
Současnou sochu vytvořil sochař François-Frédéric Lemot a byla slavnostně odhalena 25. srpna 1818. Během vztyčení nové sochy bylo do ní uloženo několik předmětů – pergamenové dokumenty týkající se inaugurace sochy, 26 medailí a tři knihy o Jindřichu IV. Sada byla umístěna do břicha koně a je nyní zachována v Národním archivu a vystavena v jeho muzeu.

## Popis
Pomník představuje bronzovou jezdeckou socha francouzského krále Jindřicha IV. v brnění, korunovaného vavřínem a držícím v pravé ruce žezlo zdobené liliemi. Jindřich IV. hledí ve směru na Quai des Orfèvres, zatímco kůň se dívá na Quai de l'Horloge.
Socha je umístěna na podstavci, na kterém jsou basreliéfy a latinské dedikační nápisy.